# Трегубов Павло Володимирович
Павло Володимирович Трегубов (рос. Павел Владимирович Трегубов; нар. 21 грудня 1971, Краснодар) – російський шахіст, функціонер i шаховий тренер (Старший тренер ФІДЕ від 2012 року), гросмейстер від 1994 року.

## Шахова кар'єра
1999 року поділив 1-ше місце в Каппель-ла-Гранд (разом з Сіменом Агдестейном i Михайлом Гуревичем). Найвищого успіху в кар'єрі дотепер досягнув 2000 року, перемігши 1-му чемпіонаті Європи, який відбувся в Сен-Венсані. Того самого року виступив на кубку світу в Шеньяні, а також на чемпіонаті світу ФІДЕ у Нью-Делі (які проходили за нокаут-системою), у яких виходив до 2-го раунду. Також 2000 року поділив 1-ше місце (разом з Михайлом Гуревичем i Іваном Соколовим) на турнірі за швейцарською системою в Амстердамі. 2007 року поділив 1-ше місце (разом з Лораном Фрессіне i Максимом Ваш'є-Лагравом) на чемпіонаті Парижa. 2008 року був ще один успіх, поділ 1-го місця (разом з Юрієм Дроздовським, Борисом Гельфандом i Русланом Пономарьовим) на турнірі Pivdenny Bank Chess Cup в Одесі.
Найвищий рейтинг Ело дотепер мав станом на 1 липня 2008 року, досягнувши 2658 пунктів, посідав тоді 62-ге місце в світовій класифікації ФІДЕ.
У 2006–2008 роках виконував функції президента Асоціації шахових професіоналів (ACP).

## Зміни рейтингу
| На цьому місці має відображатися графік чи діаграма, однак з технічних причин його відображення наразі вимкнено. Будь ласка, не видаляйте код, який викликає це повідомлення. Розробники вже працюють для того, щоби відновити штатне функціонування цього графіка або діаграми. | |
| | На цьому місці має відображатися графік чи діаграма, однак з технічних причин його відображення наразі вимкнено. Будь ласка, не видаляйте код, який викликає це повідомлення. Розробники вже працюють для того, щоби відновити штатне функціонування цього графіка або діаграми. |